# Prima expoziție universală

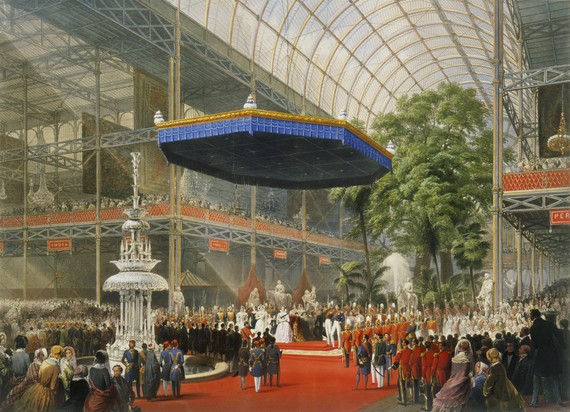
Regina Victoria declară deschisă Prima expoziție universală

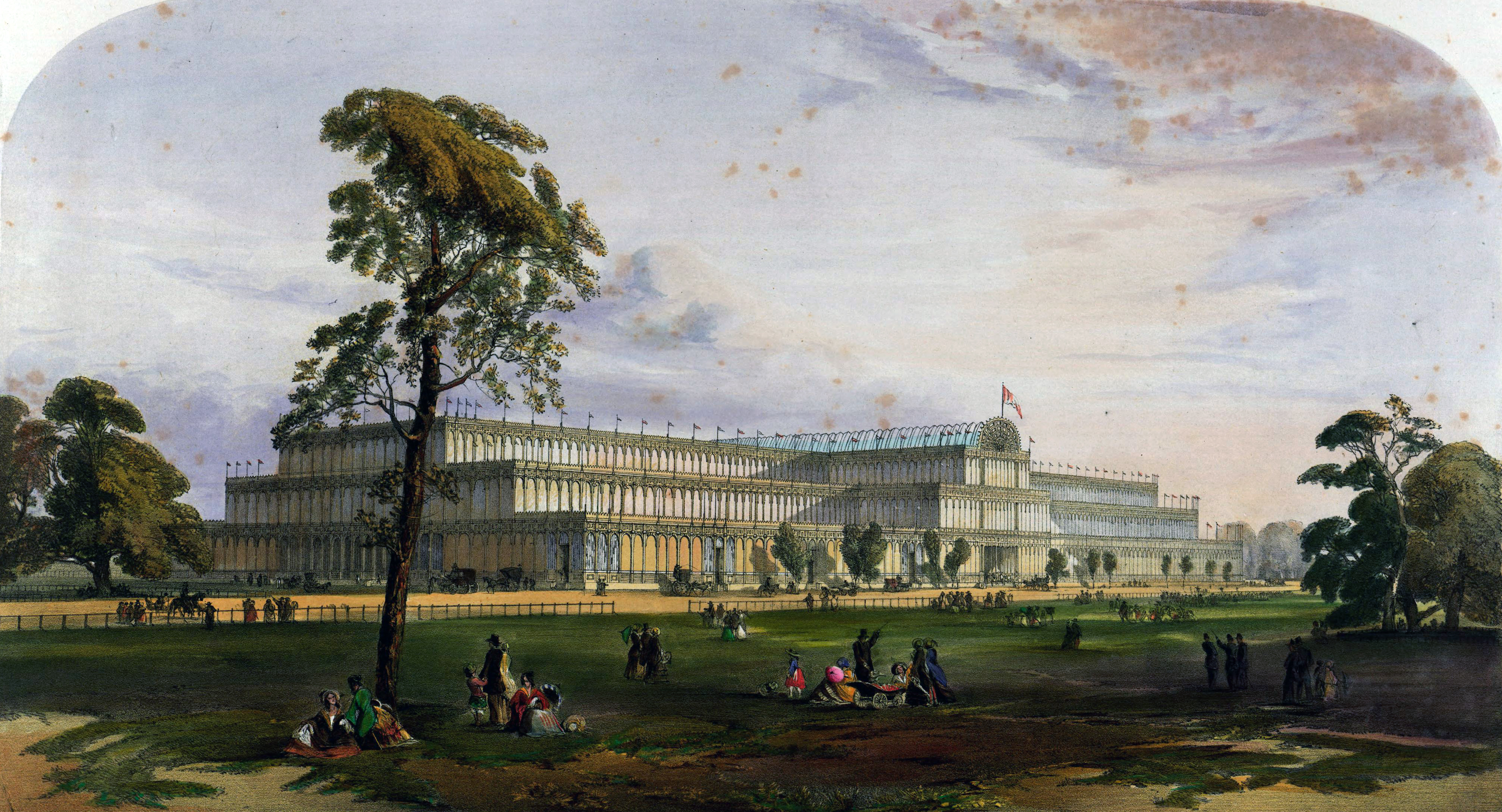
Crystal Palace - construcția temporară în care a avut loc Prima expoziție universală

Prima expoziție universală (denumită atunci Marea Expoziție a Lucrărilor de Industrie a tuturor națiunilor, din engleză The Great Exhibition of the Works of Industry of all Nations, sau Marea Expoziție, denumită uneori Crystal Palace Exhibition cu referire la Palatul de Cristal, structura temporară în care a avut loc) a fost o expoziție internațională care a avut loc în Hyde Park, Londra, în perioada 1 mai - 15 octombrie 1851. Acesta a fost prima dintr-o serie de expoziții World's Fair ale culturii și industriei, care aveau să devină o caracteristică populară a secolului al XIX-lea.

## Organizare
Prima expoziție universală a fost organizată de către Henry Cole și Prințul Albert, soțul monarhului în funcție, Regina Victoria. Aici au fost numeroase figuri notabile ale timpului, printre care Charles Darwin, membri ai casei regale de Orléans sau scriitorii Charlotte Brontë, Lewis Carroll și George Eliot.

## Participări românești
Țara Românească a fost prezentă cu o serie modestă de produse agricole și industriale. Moldova a trimis mostre agricole autohtone, tipărituri și litografii, (printre care și o hartă a ținuturilor locuite de românii din afara Moldovei și un atlas lingvistic)..